# Anisodes obscurata
Anisodes obscurata är en fjärilsart som beskrevs av W. Warren 1893. Anisodes obscurata ingår i släktet Anisodes och familjen mätare. Inga underarter finns listade i Catalogue of Life.